# Affaire du Dahlia noir
Pour les articles homonymes, voir Dahlia (homonymie) et Le Dahlia noir (homonymie).

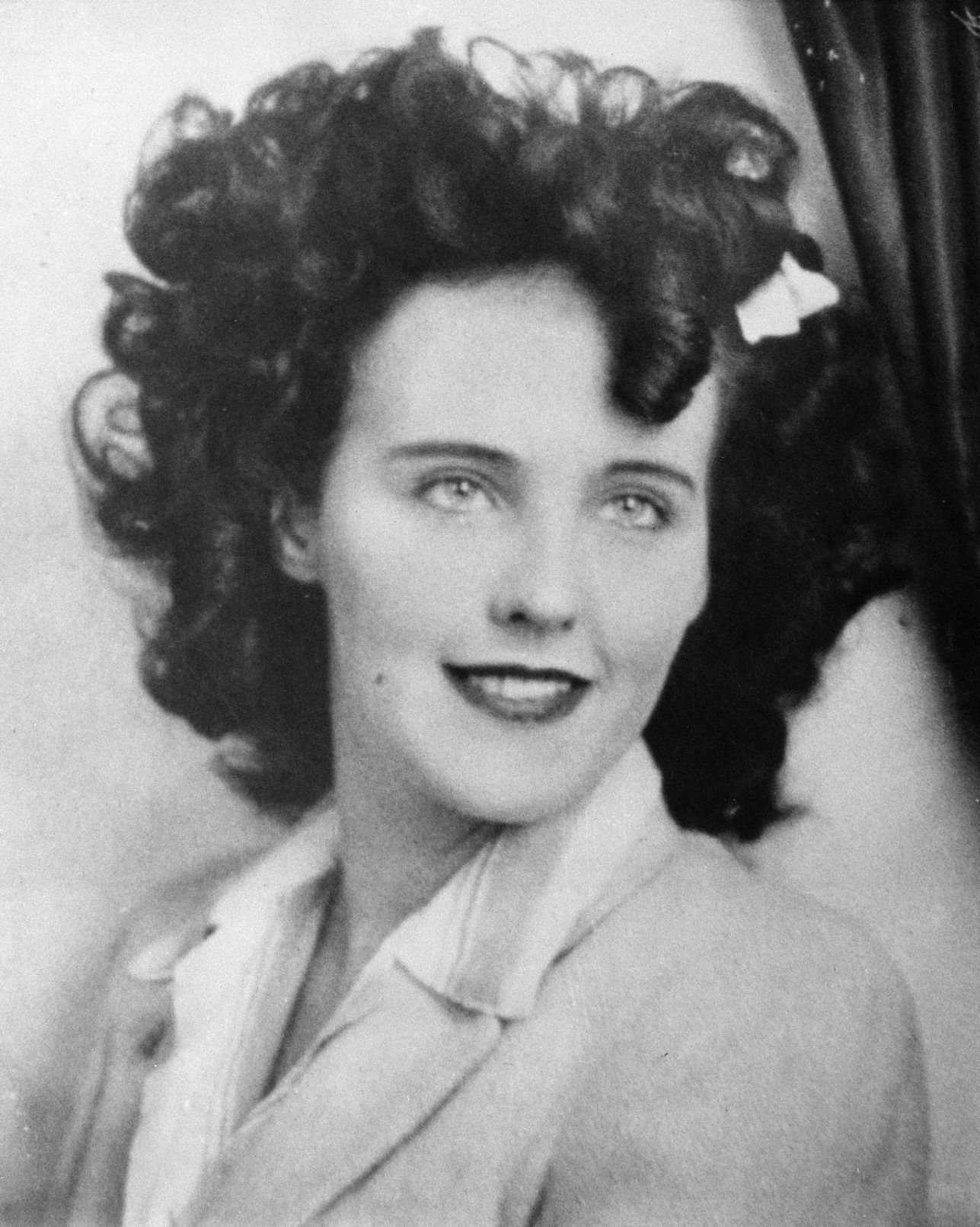
Elizabeth Short, photographie provenant d'un bulletin de police, supposément prise en 1946.

L’affaire du Dahlia noir fait référence au meurtre non élucidé d'Elizabeth Short, une jeune femme américaine surnommée  « Le Dahlia noir » (en anglais : Black Dahlia).
Le corps d'Elizabeth Short a été retrouvé dans un terrain vague de Los Angeles le 15 janvier 1947, mutilé, coupé en deux au niveau de l'abdomen et vidé de son sang. Âgée de 22 ans, Elizabeth Short s'était installée à Hollywood dans le but de devenir actrice. Le surnom de « Dahlia noir » donné à la victime viendrait soit de son abondante chevelure brune, soit d'une fleur de dahlia qu'elle portait dans les cheveux, soit des vêtements noirs qu'elle portait pour sortir le soir, ce surnom étant un sobriquet popularisé par le journal Los Angeles Herald Examiner (en), propriété de William Randolph Hearst. Il fait également référence au film The Blue Dahlia (Le Dahlia bleu), avec Veronica Lake, sorti peu de temps avant le meurtre et dont l'intrigue est fondée sur l'assassinat d'une jeune femme et la recherche de son meurtrier.
Ce crime a fait l'objet de nombreuses spéculations et a inspiré des ouvrages ainsi que des films de fiction, mais aussi des documentaires, des jeux vidéo, des titres musicaux...

## Biographie de la victime
Elizabeth Ann Short est née dans le quartier de Hyde Park, à Boston (Massachusetts), le 29 juillet 1924. Elle est la fille de Cleo Short, entrepreneur possédant une affaire de construction de golf miniature, et de Phoebe Mae.
Ruiné par la Grande Dépression de 1929, Cleo Short met son entreprise en faillite. Incapable de nourrir sa femme et ses cinq filles, il les abandonne en octobre 1930 et laisse sa voiture sur le pont de la rivière Charles pour feindre le suicide en faisant croire qu'il s'est jeté dans la rivière.
Dès lors, Elizabeth est élevée par sa mère à Medford, dans le Massachusetts.
Souffrant d’asthme, elle passe l'été à Medford et l'hiver en Floride. Elle arrête ses études en seconde et part pour Miami Beach, où elle trouve un emploi de serveuse. Elle fait la connaissance d'un officier de l'armée de l'air, le major Matthew Michael Gordon, Jr., qui lui propose de l'épouser. Mais celui-ci meurt en Inde dans un accident d'avion le 10 août 1945.
À l'âge de 18 ans, rêvant de faire carrière au cinéma, elle part pour Vallejo, en Californie, pour vivre avec son père qui a repris contact avec sa mère et qui travaille désormais sur la base navale de Mare Island Naval Shipyard. Tous les deux partent ensuite pour Los Angeles au début de l'année 1943. Selon un témoignage, elle quitte son père, avec qui elle avait des rapports difficiles, pour trouver un travail de caissière dans un magasin de l'armée à Camp Cooke (aujourd'hui Vandenberg Air Force Base), près de Lompoc, en Californie.

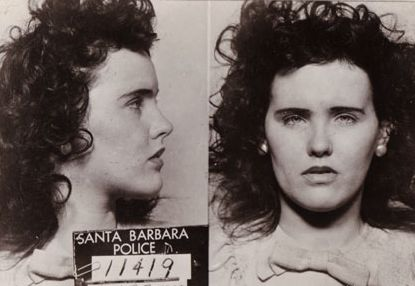
Elizabeth Short lors de son arrestation en 1943.

Elle part ensuite pour Santa Barbara, où elle est arrêtée le 23 septembre 1943 pour consommation illégale d'alcool par une mineure ; elle est renvoyée à Medford par la brigade des mineurs.
Les années suivantes, gagnant principalement sa vie comme serveuse, elle réside dans différentes villes de Floride, avec quelques retours occasionnels dans le Massachusetts. En juillet 1946, elle reprend le chemin de la Californie, à destination d'Hollywood, avec pour but de devenir actrice et pour voir le lieutenant de l'armée de l'air Joseph Gordon Fickling, rencontré en Floride. Elle vivote entre pensions, hôtels et colocations.

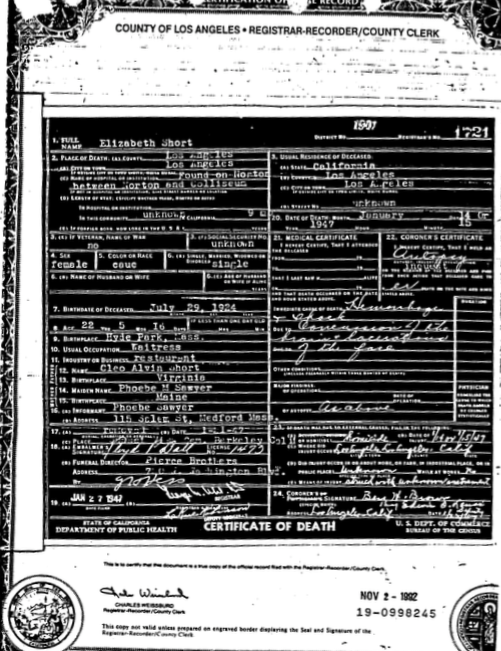
Certificat de décès d'Elizabeth Short.

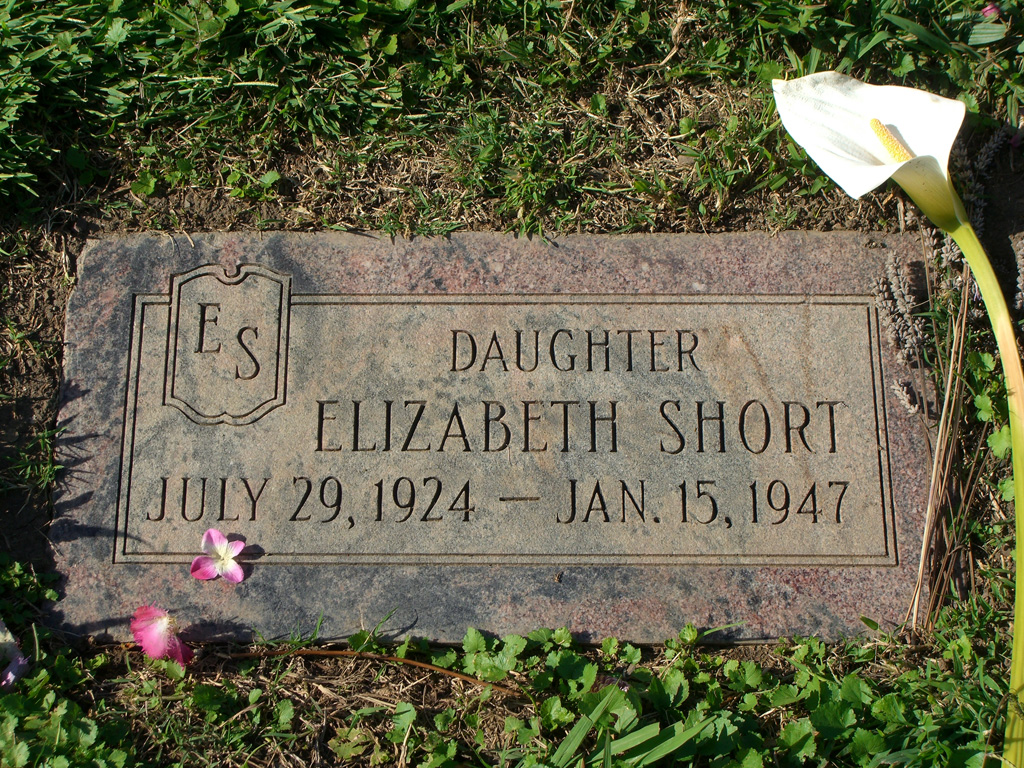
Plaque tombale d'Elizabeth Short.

En décembre 1946, elle part pour San Diego (Californie) avant de revenir à Hollywood, le 9 janvier 1947.
Le 15 janvier 1947, son corps coupé en deux au niveau de la taille et vidé de son sang est retrouvé dans un terrain vague de Los Angeles,. Des traces de mutilations sont également visibles sur ses cuisses, sa poitrine et sur la bouche entaillée depuis la commissure jusqu'aux oreilles. Ces traces et les marques sur ses poignets indiquent qu'elle a été attachée et longuement torturée avant de mourir. Le corps vidé de son sang a été lavé et l'absence de sang sur les lieux de sa découverte montre qu'elle a été assassinée ailleurs (peut-être dans une baignoire d'une chambre de l'Aster Motel à Los Angeles) puis transportée dans le terrain vague dans une grosse voiture noire non identifiée,,.

## Suspects
Plus de cinquante personnes avouèrent être à l'origine du meurtre, sans qu'aucune pût être reconnue coupable. Parmi les différentes théories sur l'identité du tueur qui ont fait couler le plus d'encre à l'époque, on peut citer celle du dernier petit ami en date de Short, celle de Jack Anderson Wilson ou encore celle d'un médecin.
En 2003, Steve Hodel, détective privé et ancien enquêteur de la police de Los Angeles, publie L’Affaire du Dahlia noir, livre dans lequel il défend la thèse selon laquelle son propre père, George Hill Hodel (en), un médecin spécialiste des maladies vénériennes réputé, serait non seulement le meurtrier du « Dahlia Noir », mais également un tueur en série coupable des meurtres de huit femmes seules perpétrés aux alentours de Los Angeles entre juillet 1943 et octobre 1949 ; il lui attribue aussi les crimes du Lipstick murder de Chicago dans les mêmes années. Amateur d'art, et de parties fines, George Hill Hodel avait été lié au photographe Man Ray qui participait à ses soirées folles. Dans son livre, Steve Hodel s'interroge sur le possible rapport entre les mutilations effectuées sur les cadavres et les célèbres photos intitulées Minotaur et Lèvres rouges découpées de Man Ray.
En 1994, le chroniqueur iconoclaste d'Hollywood et auteur de polars John Gilmore (en), dans son ouvrage Severed: The True Story of the Black Dahlia Murder, avance la thèse que ce crime est l'œuvre d'un serial killer surnommé le « boucher de Cleveland ».

## Dans la culture populaire

### Arts plastiques
- Étant donnés de Marcel Duchamp qui semble s'inspirer de cette affaire[18].

### Littérature
- 1987, James Ellroy, dont la mère a été assassinée, consacre un roman à cette affaire : Le Dahlia noir.
- 2003, parution de Black Dahlia Avenger: A Genius for Murder (L'affaire du Dahlia Noir) de Steve Hodel.
- 2006, Pierre Lemaitre évoque l’affaire dans Travail soigné où un meurtre est en tout point identique.
- 2010, Romain Slocombe en fait une part importante de l'intrigue de son roman Sexy New York.
- 2013, Matz, David Fincher et Miles Hyman adaptent le roman de James Ellroy en bande dessinée : Le Dahlia noir.
- 2022, A Short Story, la véritable histoire du Dahlia Noir par Run et Florent Maudoux, une bande dessinée aux éditions Rue de Sévres (Label 619).
- 2024, Michael Connelly mène une enquête de fiction dans son roman À qui sait attendre (titre original The Waiting)

### Films, téléfilms et documentaires
- 1975 : Who Is the Black Dahlia ? (TV) de Joseph Pevney
- 1981 : Sanglantes Confessions d'Ulu Grosbard
- 1987 : Rick Hunter, Inspecteur Choc, Épisode 7 saison 4 The Black Dahlia
- 2001 : Feast of Death, documentaire de Vikram Jayanti avec les interviews de James Ellroy, Mike Berchem, Brian M. Carr, Paul W. Coulter (détective LAPD), Louis D. Danoff (Sheriff L.A. County)
- 2006 : Black Dahlia, film d'Ulli Lommel avec Elissa Dowling
- 2006 : Le Dahlia noir, adaptation cinématographique du roman d'Ellroy réalisé par Brian De Palma, avec Aaron Eckhart, Josh Hartnett, Scarlett Johansson, Hilary Swank et Mia Kirshner
- 2006 : La Vérité sur le Dahlia noir, documentaire de Benoît Clair et Guillaume Galliot, avec les commentaires de Claude Giraud. Docu-Fiction de 52 minutes pour NBC Universal (13e Rue)
- 2007 : Démoniaques (Most Evil), Saison 2, Saison 3, documentaire (Discovery Channel)
- 2007 : The Devil's Muse, film de Ramzi Abed
- 2011 : American Horror Story, Épisode 9 Saison 1 (Spooky Little Girl)
- 2014 : série Forever, épisode 6
- 2019 : I Am the Night (mini-série télévisée), 6 épisodes
- 2019 : Spider-Man: Far From Home: Peter achète une fleur de Dahlia noir en verre pour l'offrir à MJ, et mentionne le fait que le Dahlia noir représente le meurtre.
- 2021 : HPI : pour motiver une Morgane dépressive, Céline lui dit qu’ils sont sur une affaire de meurtre très mystérieuse, à mi-chemin entre l’affaire du Dahlias noir et le mystère de la Chambre jaune.
- 2022 : Mercredi : Thornhill offre un dahlia noir à Mercredi.

### Jeux vidéo
- 1998 : Black Dahlia, jeu vidéo d'aventure.
- 2011 : L.A. Noire, où « l'affaire du Dahlia noir » est largement évoquée.
- 2013 : Grand Theft Auto V, où une quête secondaire permet d'enquêter sur le meurtre de Leonora Johnson, une jeune actrice atrocement mutilée, à la manière d'Elizabeth Short, durant les années 1970 à Los Santos (ville inspirée de Los Angeles) et qui rappelle vaguement l'affaire du Dahlia Noir.
- 2023 : Skullgirls, le personnage portant le nom de Black Dahlia est ajouté au roaster du jeu de combat.

### Musique
- Un groupe de death metal américain porte le nom de The Black Dahlia Murder. Il est sous le label Metal Blade Records.
- Le groupe américain de rapcore Hollywood Undead a repris l'histoire du Dahlia noir dans sa chanson intitulée Black Dahlia où il défend la thèse selon laquelle le meurtrier serait son dernier petit ami. Celui-ci éprouverait des remords et tenterait de justifier son acte.
- Dans le vidéoclip de sa chanson Hollywoodn't, Sharon Needles y fait une référence et une représentation de l'affaire.
- Dans la chanson Red Dahlia (2016) du groupe Mili qui privilégie la thèse du docteur meurtrier.
- Dans la chanson Black Dahlia du groupe de rock progressif Porcupine Tree, présente dans le 10e album du groupe datant de 2009, intitulé The Incident.
- Dans le vidéoclip de sa chanson "Candy Necklace" issue de son album Did You Know That There's A Tunnel Under Ocean Blvd (2023), Lana Del Rey interprète Elizabeth Short, et met en perspective la vie de Short et la sienne.